# Epidromia gargilius
Epidromia gargilius là một loài bướm đêm trong họ Erebidae.